# 東京都立小石川中等教育学校の人物一覧
東京都立小石川中等教育学校の人物一覧（とうきょうとりつこいしかわちゅうとうきょういくがっこうのじんぶついちらん）は、東京都立小石川中等教育学校（府立第五中学校、東京都立小石川高等学校）に関係する主な人物の一覧記事。Category:東京都立小石川中等教育学校出身の人物も参照。

## 教職員
- 伊藤長七 - 初代・学校長
- 萩原恭平 - 元英語科教諭
- 小島信夫 - 元英語科教諭
- 大町文衛 - 元理科教諭
- 梁田貞 - 元音楽科教諭
- 増淵恒吉 - 元国語科教諭[1]
- 丸山松幸 - 元国語科教諭
- 石坂富司 - 元教頭・歴史科教諭
- 谷鼎 - 元国語科教諭（東京府立五中時代）

## 出身者

### 政治
- 小川平二 - 元労相、元自治相、元文相
- 田中覚 - 元衆議院議員、元三重県知事、元農林官僚
- 小沢一郎 - 衆議院議員、元自民党幹事長、元新進党代表、元民主党代表
- 上田哲 - 元衆議院議員、元参議院議員、元NHK労組中央執行委員長
- 鳩山由紀夫 - 第93代内閣総理大臣、旧民主党代表
- 村岡兼造 - 元郵政相、元運輸相、元内閣官房長官、元自民党国対委員長、元同党総務会長
- 畑英次郎 - 元通産相、元農水相、旧民主党副代表
- 真山勇一 - 参議院議員、元参議院経済産業委員長、元調布市議会議員、元日本テレビニュースキャスター
- 穂積亮次 - 元新城市長

### 行政
- 尾崎護 - 元大蔵事務次官、元国税庁長官、元主税局長。元国民生活金融公庫総裁
- 土田正顕 - 元国税庁長官、元大蔵省銀行局長。東京証券取引所初代社長
- 工藤敦夫 - 元内閣法制局長官、元通産官僚
- 松野允彦 - 元大蔵省証券局長
- 高橋洋一 - 元内閣参事官、元大蔵・財務官僚。経済学者、金融庁・大阪市顧問、嘉悦大学教授、コメンテーター、内閣官房参与（経済財政政策）
- 近藤茂夫 - 元国土庁事務次官[要出典]

### 経済
- 前川春雄 - 第24代日本銀行総裁
- 森曉 - 森コンツェルン（昭和電工・日本冶金工業）社長、元衆議院議員
- 根本二郎 - 元日本郵船会長、8代目日経連会長
- 永野健 - 三菱マテリアル名誉会長、7代目日経連会長
- 篠崎雅美 - 日本航空電子工業社長
- 鳥原光憲 - 東京ガス社長
- 武藤栄 - 元東京電力副社長
- 豊田皓 - フジテレビジョン社長、日本民間放送連盟副会長
- 丸山茂雄 - ソニー・ミュージックエンタテインメント元社長
- 根本悌二 - 元にっかつ社長
- 白石晴久 - 富士ソフト社長
- 大関綾 - ノーブル・エイペックス社長
- 笠原盛泰 - アイレクススポーツクラブ社長、日本フィットネス産業協会副会長

### 学者
- 青山善充 - 民事訴訟法学者
- 有田秀穂 - 脳生理学者、東邦大学医学部生理学教授 / セロトニン
- 安藤英義 - 会計学者、一橋大学名誉教授、元日本会計研究学会会長、元金融庁企業会計審議会会長、元文部科学省教科用図書検定調査審議会会長
- 礒﨑敦仁 - 政治学者、慶應義塾大学法学部専任講師
- 稲岡耕二 - 国文学者、東京大学名誉教授
- 岩田規久男 - 経済学者、学習院大学経済学部教授、元日本銀行副総裁
- 江上波夫 - 考古学者、東京大学教授、文化勲章受章
- 江上不二夫 - 生化学者、名大・東大・埼玉大教授、日本学術会議会長、レジオン・ドヌール勲章受章
- 岡田孝男 - 順天堂大学医学部名誉教授
- 春日豊 - 名古屋大学大学院文学研究科教授
- 神作裕之 -法学者、商法 、東京大学教授[要出典]
- 久保亮五 - 物理学者、日本学術会議会長、文化勲章受章、日本学士院会員
- 小平邦彦 - 数学者、東京大学名誉教授、フィールズ賞受賞、文化勲章受章、日本学士院会員
- 小林康夫 - 哲学者、東京大学名誉教授
- 佐久間洋司 - 人工知能研究者
- 佐藤純一 - 言語学者、東京大学名誉教授
- 佐藤幹夫 - 数学者、京都大学数理解析研究所名誉教授
- 庄司興吉 - 社会学者、東京大学名誉教授
- 杉原たく哉 - 美術史家、早稲田大学講師
- 鈴木博之 - 建築史家、博物館明治村名誉館長、青学大教授、東大名誉教授
- 鈴木路子 - 環境教育学者、東京福祉大学大学院教育学研究科教授
- 関口正司 - 政治学者、九州大学教授
- 高橋和久 - 英文学者、東京大学名誉教授
- 竹村牧男 - 仏教学者、筑波大学名誉教授、東洋大学学長
- 鶴見俊輔（中退） - 哲学者・思想家、同大・東工大教授
- 鳥居鉄也 - 地球化学者、冒険家 / 第一次南極観測隊員
- 長島信弘 - 文化人類学者、一橋大学名誉教授
- 西尾幹二 - 評論家・保守思想家、ドイツ文学者、電気通信大学名誉教授
- 福島正夫 - 民法・日本近代史法学者、弁護士、東京大学東洋文化研究所教授、学士院賞受賞
- 牧柾名 - 教育学者、東京大学教授
- 三ヶ月章 - 元法務大臣。東大名誉教授、文化勲章受章、日本学士院会員
- 御厨貴 - 政治史学者、東京大学名誉教授
- 三橋修 - 社会学者、和光大学学長
- 森本あんり - 神学者、牧師、国際基督教大学教授
- 山田康弘 - 先史考古学者、東京都立大学教授
- 山本吉宣 - 国際政治学者
- 渡辺格 - 分子生物学者、慶大医学部教授、日本学術会議副会長、

### 文芸・芸術
- 赤城さかえ- 俳人、俳論家
- 三谷昭 - 俳人、編集者
- 篠弘 - 歌人、宮内庁御用掛
- 澁澤龍彦 - 作家
- 山本夏彦 - 随筆家
- 植草甚一（補習科修了） - 雑学家、評論家
- 村上信彦 - 作家、近代史評論家
- 中村稔 - 詩人、弁護士。日本近代文学館長
- 椿實 - 小説家
- 今日泊亜蘭 - 小説家
- 高橋英夫 - 文芸評論家、芸術院賞受賞、近大教授
- 野原一夫 - 文芸評論家、編集者
- 矢代静一 - 劇作家
- 松木ひろし - 脚本家
- 飯島敏宏 - 脚本家、プロデューサー
- 伊藤和夫 - 英語教師、元駿台予備学校英語科主任
- 小田嶋隆 - コラムニスト
- 藤林伸治 - 映画監督
- いずみたく - 作曲家
- 成田アキラ - 漫画家
- 山川直人 - 漫画家
- 山下友美 - 漫画家、薬剤師
- 高嶋雄三郎 - 医療研究家、文筆家
- 榮久庵憲司 - 工業デザイナー
- 岡康道 - 電通出身のクリエイティブ・ディレクター
- 野老朝雄 - グラフィック・デザイナー / 2020年東京五輪・パラリンピックのエンブレム作者
- 伊藤直樹 - ADK出身のクリエイティブ・ディレクター
- 田山幸憲 - 元パチプロ、パチンコ雑誌ライター
- 山中伊知郎 - 作家、放送作家

### 芸能
- 加藤剛 - 俳優
- 入江洋佑 - 俳優
- 市村俊幸 - 俳優、「アップダウンクイズ」初代司会
- 笠木泉 - 女優
- 中島歩 - 俳優
- 阿部祐二 - テレビリポーター、俳優
- 田代沙織 - タレント
- 野村萬(1946) - 和泉流狂言師、人間国宝
- 野村万作 - 和泉流狂言師、人間国宝、芸術祭大賞、芸術院賞、紫綬褒章
- 桂春雨 - 落語家、上方落語協会所属
- 小林清志 - 声優
- 吉田智則 - 声優
- 倉持陽一（YO-KING） - ミュージシャン、真心ブラザーズメンバー
- れい - シンガーソングライター
- 渡辺英樹 - ミュージシャン、ベーシスト、C-C-Bリーダー（定時制）

### スポーツ
- 竹内悌三 - 元サッカー選手、サッカー日本代表、日本サッカー殿堂入り
- 松丸貞一 - 元サッカー選手、サッカー日本代表
- 福島玄一 - 元サッカー選手、元サッカー審判員、日本サッカー殿堂入り
- 岡野俊一郎 - 元サッカー選手、日本サッカー協会名誉会長、日本サッカー殿堂入り
- 福島慎太郎 - 元プロ野球 パ・リーグ会長 / 野球殿堂、元内閣官房次長(内閣官房副長官)・共同通信社社長・ジャパンタイムズ社長
- 新治伸治 - 元プロ野球選手、大洋ホエールズ
- 松井聰 - 元バスケットボール選手、ベルリンオリンピック日本代表
- 鹿子木健日子 - 元バスケットボール選手、ベルリンオリンピック日本代表
- 櫻井孝次 - 元陸上競技三段跳び選手、日本陸上競技連盟副会長

### マスコミ
- 池島信平 - 文藝春秋社長
- 粕谷一希 - 中央公論編集長、作家
- 和田信賢 - 元NHKアナウンサー / 終戦詔書を放送
- 園田矢 - 元NHKニュースキャスター、解説主幹、東海大学教授
- 長谷川勝彦 - 元NHKアナウンサー
- 原口雅臣 - NHKアナウンサー
- 土方康 - NHKアナウンサー
- 雨宮萌果 - 元NHKアナウンサー
- 横山義恭 - 元NHKアナウンサー
- 内山龍一郎 - 元NHKアナウンサー
- 宇井美智子 - 元TBSアナウンサー
- 渡辺謙太郎 - 元TBSアナウンサー
- 杉山真也 - TBSアナウンサー
- 井上光央 - 元毎日放送アナウンサー
- 吉川圭三 - 日本テレビプロデューサー

### その他
- 関衛 - 海軍中佐
- 原田稔 - 創価学会第6代会長
- 小西隆裕 - 元よど号グループ一員メンバー